# رسلمانیا ۳۶
رسلمانیا ۳۶ (به انگلیسی: WrestleMania 36) یک رویداد غیر رایگان (Pay-Per-View) در کشتی حرفه‌ای است که توسط کمپانی دبلیودبلیوئی و برای هر دو برند راو و اسمک‌داون تهیه می‌شود و این دوره‌اش هم که سی‌و‌ششمین دوره آن است، در ۴ و ۵ آوریل ۲۰۲۰ در مرکز تمرینات دبلیودبلیوئی در شهر اورلندو، ایالت فلوریدا برگزار شد.
این رویداد در تاریخ ۲۵ و ۲۶ مارس ۲۰۲۰ در مرکز تمرینات دبلیودبلیوئی بدون تماشاچی برگزار شد  و در تاریخ ۴ و ۵ آوریل نمایش داده شد. این اولین رسلمانیا در تاریخ بود که به دلیل تعداد زیاد مسابقات در دو شب پخش شد و به دلیل شیوع ویروس کرونا در مرکز تمرینات دبلیودبلیوئی در شهر اورلندو بدون تماشاگر برگزار شد كه ابتدا قرار بود در ۵ آوریل ۲۰۲۰ به صورت زنده برگزار شود.
۱۹ مسابقه در این رویداد برگزار شد که در مهم ترین آن ها، در یک مسابقه تک نفره برای تصاحب کمربند قهرمانی دبلیو دبلیوئی، درو مکینتایر موفق به شکست دادن براک لزنر شد و این کمربند را از آن خود کرد.
همچنین در یک مسابقه سینمایی از نوع بونیارد مچ (Boneyard Match) آندرتیکر، ای جی استایلز را شکست داد. این آخرین مسابقه آندرتیکر، در رسلمانیا ها و دوران حرفه ای او بود. این اسطوره دنیای کشتی حرفه ای در پی پر ویو سروایور سریز همان سال اعلام کرد که دیگر به رینگ برنخواهد گشت و برای همیشه از کشتی حرفه ای خداحافظی کرد.

## زمینه‌سازی
رسلمانیا شامل مسابقاتی بین دشمنی‌های موجود، ماجراهای پیش آمده و استوری‌هایی خواهد بود که پیش از این در برنامه‌های را و اسمَک‌دَون پخش شده بود. کشتی‌گیرها با توجه به مسابقات یا سری اتفاقاتی که برایشان رخ می‌دهد و تنش را به حداکثر می‌رساند، نقش منفی یا قهرمان به خود می‌گیرند و در این رویداد به مسابقه و رقابت می‌پردازند.

## نتایج

### شب اول (۴ آوریل)
| #                                                                                                 | نتایج                                                                                            | نوع مسابقه                                                   | مدت زمان |
| ------------------------------------------------------------------------------------------------- | ------------------------------------------------------------------------------------------------ | ------------------------------------------------------------ | -------- |
| ۱پ                                                                                                | سزارو پیروز در مقابل درو گولاک                                                                   | مسابقه تک نفره                                               | ۴:۲۵     |
| ۲                                                                                                 | الکسا بلیس و نیکی کراس پیروز در مقابل د کبوکی ووریز (آسکا و کایری سین) (c)                       | مسابقه تگ تیم برای کمربندهای تگ تیم زنان دبلیودبلیوئی        | ۱۵:۰۵    |
| ۳                                                                                                 | الایس پیروز در مقابل پادشاه کوربین                                                               | مسابقه تو نفره                                               | ۹:۰۰     |
| ۴                                                                                                 | بکی لینچ (c) پیروز در مقابل شینا بزلر                                                            | مسابقه تک نفره برای کمربند زنان راو                          | ۸:۳۰     |
| ۵                                                                                                 | سمی زین (c) (با همراهی سزارو و شینسوکه ناکامورا) پیروز در مقابل دنیل براین (با همراهی درو گولاک) | مسابقه تک نفره برای قهرمانی بین قاره‌ای دبلیودبلیوئی          | ۹:۲۰     |
| ۶                                                                                                 | جان ماریسون (c) پیروز جیمی اوسو و کوفی کینگستون                                                  | مسابقه سه جانبه نردبانی قهرمانی تگ تیم اسمک‌داون دبلیودبلیوئی | ۱۸:۳۰    |
| ۷                                                                                                 | کوین اونز پیروز در مقابل سث رالینز                                                               | مسابقه بدون رد صلاحیت                                        | ۱۷:۲۰    |
| ۸                                                                                                 | براون استرومن پیروز در مقابل گُلدبِرگ (c)                                                          | مسابقه تک نفره برای قهرمانی یونیورسال دبلیودبلیوئی           | ۲:۱۰     |
| ۹                                                                                                 | آندرتیکر پیروز در مقبال ای‌جی استایلز (با همراهی لوک گالوز و کارل اندرسون)                        | مسابقه حیاط استخوان                                          | ۲۴:۰۰    |
| - (c) – نشان‌دهنده قهرمان(هایی) است که به میدان می‌روند - پ – نشان‌دهنده این است که مسابقه در پری–شو |                                                                                                  |                                                              |          |

### شب دوم (۵ آوریل)
| # | نتایج | نوع مسابقه                                               | مدت زمان |
| --- | --- | -------------------------------------------------------- | -------- |
| ۱پ | لیو مورگان پیروز در مقابل ناتالیا                                                                               | مسابقه تک نفره                                           | ۶:۲۵     |
| ۲ | شارلوت فلر پیروز در مقابل ریا ریپلی (c)                                                                         | مسابقه تک نفره قهرمانی زنان ان‌اکس‌تی دبلیودبلیوئی         | ۲۰:۳۰    |
| ۳ | آلیستر بلک پیروز در مقابل بابی لشلی (با همراهی لانا)                                                            | مسابقه تک نفره                                           | ۷:۲۰     |
| ۴ | اوتیس پیروز در مقابل دالف زیگلر (با همراهی سونیا دویل)                                                          | مسابقه تک نفره                                           | 8:15     |
| ۵ | ادج پیروز در مقابل رندی اورتن                                                                                   | مسابقه آخرین فرد بازمانده                                | ۳۶:۵۵    |
| ۶ | د استریت پرافیتس (آنجلو داوکینز و مانتز فورد) (c) پیروز در مقابل انجل گارزا و آستین تئوری (با همراهی زلینا وگا) | مسابقه تگ تیم برای قهرمانی تگ تیم راو دبلیودبلیوئی       | ۶:۲۰     |
| ۷ | بیلی (c) پسروز در مقابل ساشا بنکس، لیسی اونس، نیومی و تامینا                                                    | مسابقه پنج جانبه برای قهرمانی زنان اسمک‌داون دبلیودبلیوئی | ۱۹:۲۰    |
| ۸ | "د فیند" بری وایت پیروز در مقابل جان سینا                                                                       | مسابقه خانه خنده کرم شب‌تاب                               | ۱۳:۰۰    |
| ۹ | درو مکینتایر پیروز در مقابل براک لزنر (c) (با همراهی پاول هیمن)                                                 | مسابقه تک نفره برای قهرمانی دبلیودبلیوئی                 | ۴:۳۵     |
| ۱۰D | درو مکینتایر (c) پیروز در مقابل بیگ شو                                                                          | مسابقه تک نفره برای قهرمانی دبلیودبلیوئی                 | ۶:۵۵     |
| - (c) – نشان‌دهنده قهرمان(هایی) است که به میدان می‌روند - D – نشان‌دهنده این است که مسابقه یک دارک‌مچ بوده است. - پ – نشان‌دهنده این است که مسابقه در پری–شو | |                                                          |          |

### مسابقه پنج جانبه کمربند زنان اسمک‌داون
| ترتیب حذف شدن | کشتی‌گیر   | حذف‌کننده                           | نوع حذف‌شدن | زمان  |
| ------------- | --------- | ---------------------------------- | ---------- | ----- |
| 1             | تامینا    | بیلی، نیومی، لیسی اونس و ساشا بنکس | پین        | ۶:۳۵  |
| ۲             | نیومی     | ساشا بنکس                          | تسلیم      | ۱۰:۲۰ |
| ۳             | ساشا بنکس | لیسی اونس                          | پین        | ۱۳:۲۵ |
| ۴             | لیسی اونس | بیلی                               | پین        | ۱۹:۲۰ |
| برنده         | بیلی (c)  | —                                  | —          | —     |